# Десмидиевые (порядок)
Десми́диевые (лат. Desmidiáles) — порядок харофитов из класса конъюгат. Объединяет немного менее 3000 видов. Коккоидные талломы представителей состоят из двух симметричных полуклеток. Они способны передвигаться за счёт из пор клеточной стенки.

## Морфология
Микроскопические одноклеточные, свободноживущие, реже соединённые в нити формы. Клетки состоят из двух симметричных половинок, в центре расположено одно ядро. В каждой половине клетки находится пластинчатый хлоропласт.

## Размножение
Размножаются делением в поперечной плоскости  на две клетки, каждая из полуклеток достраивает себе вторую половину; половой процесс — конъюгация.  Зигота прорастает после периода покоя, давая обычно две новые особи.

## Экология
Десмидиевые обитают в пресных водах, в основном в торфяных болотах и в водоёмах, бедных известью; некоторые виды встречаются в почве.

## Классификация
В порядок включают 4 семейства:
- Closteriaceae Bessey — Клостериевые, 214 видов
- Desmidiaceae Ralfs — Десмидиевые, 2 778 видов
- Gonatozygaceae G.S.West — Гонатозиговые, 15 видов
- Peniaceae Haeckel — Пениевые, 42 вида